# Shinji Kagawa
Shinji Kagawa [ˈkaɡaɰa] (jap. 香川 真司, Kagawa Shinji; * 17. März 1989 in Tarumi-ku, Kōbe, Präfektur Hyōgo) ist ein japanischer Fußballspieler. Er ist variabel im Mittelfeld einsetzbar, steht in seinem Heimatland bei Cerezo Osaka unter Vertrag und war A-Nationalspieler.
Kagawa wechselte nach vier Jahren als Profi bei Cerezo Osaka in die deutsche Bundesliga zu Borussia Dortmund. Neben zwei Meistertiteln gewann er in seiner auf zwei Etappen aufgeteilten siebenjährigen Vereinszugehörigkeit mit Dortmund auch zweimal den nationalen Pokal. Abgesehen von einem zwischenzeitlichen Engagement bei Manchester United war Kagawa nach seiner Zeit beim BVB noch in der Türkei, in Spanien, in Griechenland sowie in Belgien aktiv, ehe er in seine Heimat zurückkehrte. Mit der A-Nationalmannschaft Japans nahm der Mittelfeldspieler an zwei Weltmeisterschaftsendrunden teil und wurde mit ihr 2011 Asienmeister.

## Karriere

### Vereinskarriere

#### Anfänge in Hyōgo und Miyagi
Der in Tarumi-ku, einem Stadtbezirk von Kōbe geborene und aufgewachsene Kagawa begann seine aktive Karriere als Fußballspieler bei den Vereinen Marino FC Club und Kōbe NK Soccer Club und wechselte noch in jungen Jahren zum Ausbildungsverein FC Miyagi Barcelona in die Präfektur Miyagi. Dort spielte er von 2001 bis 2003 im Junior Youth-Team und in den Jahren 2004 und 2005 im reinen Youth-Team.

#### Zeit bei Cerezo Osaka
2006 bekam Kagawa schließlich einen Profivertrag bei Cerezo Osaka, die ihren Spielbetrieb damals in der J.-League-Division 1 hatten, angeboten. In dieser Spielzeit stand er zwar im Profikader des Vereins, kam aber vorwiegend in der Jugendmannschaft des Klubs zum Einsatz und musste bis 2007 auf seinen ersten Profieinsatz warten. Nach dem Abstieg des Teams in die Division 2 kam Kagawa bei der Herrenmannschaft des Großstadtklubs in seiner ersten Spielzeit auf 35 Ligaeinsätze, bei denen er fünf Tore erzielte.
Nach einem eher mäßigen fünften Platz in der Saisonabschlusstabelle 2007 schaffte es die Mannschaft 2008 auf den vierten Platz und verpasste nur knapp die Relegationsrunde um den Aufstieg in die höchste Spielklasse. Der engagierte offensive Mittelfeldakteur brachte es in dieser Spielzeit erneut auf 35 Meisterschaftsspiele, konnte aber im Gegensatz zum Vorjahr eine deutlich bessere Torquote vorweisen: über die gesamte Saison hinweg kam er 16-mal zum Torerfolg. Die Spielzeit 2009 verlief für Cerezo Osaka wie auch für Shinji Kagawa selbst sehr erfolgreich. So erreichte die Mannschaft unter der Leitung des Brasilianers Levir Culpi mit zwei Punkten Abstand auf Vegalta Sendai den zweiten Platz der Abschlusstabelle und stieg dadurch direkt in die höchste japanische Liga auf. Bei 44 Einsätzen kam Kagawa auf eine Bilanz von 122 Torschüssen, mit denen er 27 Treffer erzielte und Torschützenkönig der J. League-Division 2 wurde.
Mit dem Aufstieg ließ seine Torgefährlichkeit nicht nach. In der Division 1 kam er in elf Spielen auf sieben Tore und eine Torvorlage.

#### Wechsel nach Deutschland
Im Winter der Saison 2009/2010 wurde Kagawa von der Agentur von Thomas Kroth zu Tests bei Schalke, Borussia Dortmund und Bayer Leverkusen eingeladen. Mit Borussia Dortmund vereinbarte er einen ab 1. Juli 2010 gültigen Dreijahresvertrag. Anstelle einer Ablösesumme überwiesen die Borussen eine Ausbildungsentschädigung von 350.000 € an Cerezo Osaka. In seinem ersten Europa-League-Spiel am 19. August 2010 erzielte er gegen den aserbaidschanischen Klub FK Qarabağ Ağdam seine ersten beiden Pflichtspieltore für die Dortmunder. Am 11. September 2010 (3. Spieltag) erzielte er im Spiel gegen den VfL Wolfsburg sein erstes Bundesligator zum 2:0-Endstand. Am folgenden Spieltag erzielte er die ersten beiden Treffer für den BVB im Revierderby bei FC Schalke 04, das die Dortmunder am Ende 3:1 gewannen. Nach fünf torlosen Spielen in der Europa-League markierte er am 2. Dezember mit einem Kopfball das 1:0 beim 3:0-Sieg gegen Karpaty Lwiw. In der Saison 2010/11 wurde er mit dem BVB Deutscher Meister, obwohl er die gesamte Rückrunde wegen eines Mittelfußbruchs nicht gespielt hatte. Knapp ein Jahr später, am 32. Spieltag der Saison 2011/12, verteidigte Kagawa mit Borussia Dortmund den Titel aus dem Jahr 2011 und wurde zum zweiten Mal in seiner Karriere Deutscher Meister. Zudem gewann er mit dem BVB am 12. Mai 2012 den DFB-Pokal, wobei er im Endspiel das 1:0 schoss. Sein Vertrag beim BVB lief bis zum 30. Juni 2013. Der Verein wollte den Vertrag nach der Saison verlängern, doch Kagawa lehnte Angebote für eine Vertragsverlängerung ab.

#### Wechsel in die Premier League
In der Sommerpause 2012 wechselte Kagawa zu Manchester United. Er unterschrieb nach erhaltener Arbeitserlaubnis und bestandenem Medizincheck einen Vierjahresvertrag bis zum 30. Juni 2016. Die Ablösesumme soll bei 16 Millionen Euro gelegen haben. Sein erstes Pflichtspiel für Manchester bestritt er am 20. August 2012 bei der 0:1-Auswärtsniederlage gegen den FC Everton am ersten Spieltag der Saison 2012/13. Sein erstes Tor für United erzielte er eine Woche später im Heimspiel im Old Trafford gegen den FC Fulham. Während seiner Zeit in Manchester war Kagawa mit dem japanischen Pornostar Ameri Ichinose liiert.

#### Rückkehr zu Borussia Dortmund
Am 31. August 2014 kehrte Kagawa in die Bundesliga zu Borussia Dortmund zurück. Er unterschrieb einen Vierjahresvertrag bis zum 30. Juni 2018 und soll den BVB acht Millionen Euro Ablöse gekostet haben.
Bei seinem Comeback in der Bundesliga traf er gegen den SC Freiburg zum zwischenzeitlichen 2:0. In der Saison 2016/17 gewann Shinji Kagawa zum zweiten Mal den DFB-Pokal mit dem BVB.
Am 14. Juli 2017 verlängerte Kagawa seinen Vertrag in Dortmund vorzeitig bis 2020.

#### Wechsel in die Süper Lig
Am 31. Januar 2019 wurde ein halbjähriges Leihgeschäft mit dem türkischen Erstligisten Beşiktaş Istanbul vereinbart. Grund dafür waren nur vier von bis dato 27 möglichen Pflichtspieleinsätzen bei Borussia Dortmund in der laufenden Saison gewesen. Sein erstes Spiel für Beşiktaş bestritt er am 3. Februar 2019, als er beim 6:2-Sieg gegen Antalyaspor in der 81. Minute für Adem Ljajić eingewechselt wurde und zwei Tore beisteuern konnte. Am Saisonende sicherte sich der Klub mit dem 3. Rang die Europa-League-Teilnahme, Kagawa absolvierte 14 Ligaspiele und traf viermal. Nach Ablauf seines Leihvertrags am Saisonende verließ Kagawa den Verein.
Nach seiner Rückkehr zum BVB wurde Kagawa zur Vereinssuche freigestellt, nahm jedoch an Teilen der Vorbereitung teil. Bis zu seinem Abschied hielt sich der Japaner bei der zweiten Mannschaft fit und suchte weiterhin nach einem neuen Arbeitgeber.

#### Engagement in Spanien
Anfang August 2019 verpflichtete der spanische Zweitligist Real Saragossa den Mittelfeldspieler und stattete ihn mit einem Zweijahresvertrag aus. Der Japaner ging mit der Mannschaft als Stammspieler in die Saison, verlor seinen Platz jedoch im Laufe der Saison, da Cheftrainer Víctor Fernández Braulio hauptsächlich auf Javi Puado als hängende Spitze anstatt eines offensiven Mittelfeldspielers setzte. Als Dritter der regulären Saison scheiterte Kagawa mit der Mannschaft in den anschließenden Play-offs am späteren Aufsteiger FC Elche. Anfang Oktober 2020 wurde sein Vertrag bei den Spaniern vorzeitig aufgelöst.

#### Wechsel nach Griechenland
Nach der Auflösung seines Vertrages war Kagawa bis zum Januar 2021 vereinslos. Am 27. Januar 2021 unterschrieb er beim griechischen Erstligisten PAOK Thessaloniki. Gemeinsam mit den Zentralmakedoniern erreichte der Japaner die ligainterne Meisterrunde, die PAOK mit 26 Punkten Rückstand auf Olympiakos als Vizemeister abschloss. Kagawa war aber nur in der Vorrunde für den Verein aktiv, anschließend stand er bis Saisonende überhaupt nur noch einmal im Spieltagskader. Auch im Pokal, den er mit PAOK gewann, wurde er in den letzten drei Partien nicht mehr eingesetzt. Insgesamt war Kagawa nur an einem Treffer direkt beteiligt und musste sich hinter dem Belgier Omar El Kaddouri auf seiner angestammten Position hinter dem Sturm einreihen.
In der Folgesaison wurde er in drei von vier Qualifikationsspielen eingesetzt und gelangte mit seiner Mannschaft in die erstmals ausgetragene Gruppenphase der UEFA Europa Conference League. Für diese Gruppenphase wurde der Japaner anschließend nicht gemeldet, in der Liga blieb ihm auch nur im ersten Spiel ein Einsatz vergönnt. Ende Dezember 2021 wurde das noch bis Saisonende gültige Arbeitspapier des Offensivspielers aufgelöst, auf Instagram äußerte sich Kagawa dann wie folgt: „Liebe PAOK-Fans, -Spieler und -Verantwortliche. Ich entschuldige mich, dass ich eure Erwartungen nicht erfüllen konnte. Ich schätze eure Unterstützung. Beste Wünsche und danke euch“.

#### Wechsel nach Belgien
Während der Winterpause erhielt Kagawa Anfang Januar 2022 eine Anstellung bei der in der belgischen Division 1A spielenden VV St. Truiden. Das Team befand sich zu diesem Zeitpunkt in der unteren Tabellenhälfte und hatte die zweitwenigsten Tore erzielt. Kagawa bestritt sechs von 13 möglichen Ligaspielen und bereitete einen Treffer vor. Er kam als Einwechselspieler im offensiven Mittelfeld nicht am wesentlich effektiveren Christian Brüls vorbei und wurde mit der Mannschaft nach neun Spielen in Folge ohne Niederlage Tabellenneunter. Damit war der Verein punktgleich mit dem KRC Genk. Da dieser das bessere Torverhältnis hat, zog Genk in die ligainternen Europapokal-Playoffs ein, während für St. Truiden die Saison 2021/22 beendet war.

#### Rückkehr nach Japan
Im Februar 2023 kehrte Kagawa nach Japan zu Cerezo Osaka zurück, wo seine Profikarriere 2006 begonnen hatte. Als Stammspieler im zentralen und offensiven Mittelfeld übernahm er vom 17. bis zum 28. Spieltag die Kapitänsbinde von Torwart Jin-hyeon Kim, der wegen eines Fußbruchs ausfiel.

### Nationalmannschaft
2006 wurde Kagawa erstmals in die U20-Auswahl Japans berufen. Bis 2009 kam er in sechs Spielen zum Einsatz und absolvierte davon zwei Partien während der Junioren-WM 2007 in Kanada, wo die japanische U20 als Vorrunden-Gruppensieger im Achtelfinale gegen das tschechische Team im Elfmeterschießen ausschied. Im Jahr 2008 schaffte es der 1,72 m große Mittelfeldakteur in die japanische Olympiaauswahl, die beim Fußballturnier der Olympischen Spiele als Gruppenletzter der Gruppe bereits frühzeitig ausschied. Insgesamt brachte es Kagawa 2008 auf fünf U23-Einsätze und erzielte dabei ein Tor.
Noch vor seiner Olympiateilnahme kam der Offensiv-Allrounder am 24. Mai 2008 zu seinem ersten A-Länderspieleinsatz, als er beim 1:0-Sieg Japans über die Elfenbeinküste während des Kirin Cups in der 75. Spielminute für den Frankreich-Legionär Daisuke Matsui auf den Platz kam. Zu seinem ersten Torerfolg für die A-Nationalmannschaft kam Kagawa am 9. Oktober 2008, als er den einzigen Treffer beim 1:0-Sieg über die Nationalmannschaft der VAE erzielte. Bis Februar 2010 kam der beidfüßige Offensivspieler bei zehn A-Länderspielen zum Einsatz und erzielte dabei zwei Treffer.
Nachdem Kagawa für die WM 2010 zunächst abgesagt hatte, wurde am 17. Mai 2010 vom japanischen Fußballverband bekanntgegeben, dass er an der Vorbereitung als Reservist teilnehmen würde. Tatsächlich gehörte er bei der WM jedoch nicht zum Kader der japanischen Nationalmannschaft.
Kagawa nahm im Januar 2011 mit Japan an der Asienmeisterschaft 2011 teil. Er verletzte sich in der Halbfinal-Partie gegen Südkorea und trat sofort die Rückreise nach Dortmund an. Am 27. Januar 2011 wurde ein Mittelfußbruch diagnostiziert, weswegen Kagawa bis zum 33. Spieltag pausieren musste. Am letzten Spieltag anlässlich der Feier des bereits feststehenden Meistertitels wurde Kagawa in der 87. Minute eingewechselt.
Am 8. Mai 2014 wurde Kagawa vom Trainer Alberto Zaccheroni in den Kader der japanischen Fußballnationalmannschaft für die Weltmeisterschaft 2014 berufen. Sie schied nach der Vorrunde aus.
Vier Jahre später war Kagawa erneut Teil des japanischen Aufgebots zur Weltmeisterschaft 2018. Im Auftaktspiel erzielte er den Führungstreffer zum 2:1 gegen Kolumbien vom Elfmeterpunkt.

### Erfolge
Cerezo Osaka
- Aufstieg in die J. League (Division 1): 2009

Borussia Dortmund
- Deutscher Meister: 2011, 2012
- DFB-Pokalsieger: 2012, 2017

Manchester United
- Englischer Meister: 2013
- Englischer Supercupsieger: 2013

PAOK Thessaloniki
- Griechischer Pokalsieger: 2021

Japan
- Asienmeister: 2011

#### Auszeichnungen
- Torschützenkönig der J. League (Division 2): 2009 (27 Tore)
- Asiens internationaler Fußballer des Jahres: 2012
- Wahl in die VDV 11: 2011/12
- Einstufung in die Kategorie Weltklasse in der Rangliste des deutschen Fußballs: Sommer 2012

## Sonstiges
Shinji Kagawa unterstützt die Initiative Common Goal, bei der Fußballspieler ein Prozent ihres Gehalts an die Organisation Streetfootballworld spenden, die soziale Projekte mit Bezug zum Fußball unterstützt.